# Curranosia cooksoni
Curranosia cooksoni är en tvåvingeart som beskrevs av Zielke 1971. Curranosia cooksoni ingår i släktet Curranosia och familjen husflugor. Inga underarter finns listade i Catalogue of Life.